# Piste de bobsleigh, luge et skeleton de Calgary

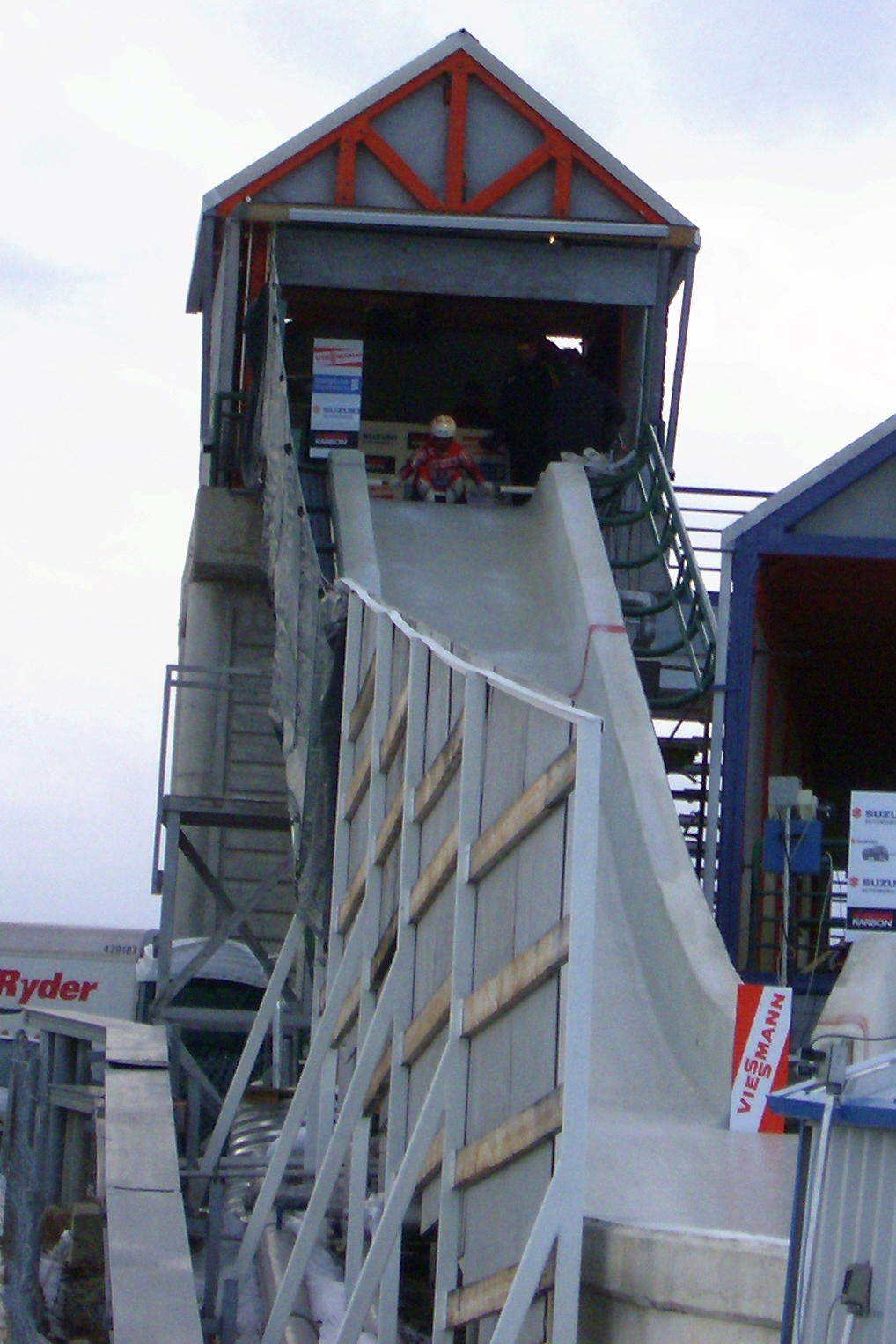
Départ de la luge masculine sur la piste de Calgary

La piste de bobsleigh, luge et skeleton de Calgary (Canada) est construite dans l'optique des Jeux olympiques d'hiver de 1988 pour accueillir les épreuves olympiques de bobsleigh et luge. Depuis, elle a également accueilli des épreuves de skeleton. La piste a été l'objet du film américain sorti en 1993 « Rasta Rockett », racontant l'histoire de l'équipe de bobsleigh jamaïcaine aux JO de 1988.

## Histoire
En 1981, la candidature de Calgary est retenue pour l'organisation des Jeux olympiques d'hiver de 1988 au détriment de Fallun (Suède) et Cortina d'Ampezzo (Italie). La piste est construite entre 1984 et 1986 avec l'aide de la technologie est-allemande. Il s'agit de la première piste nord-américaine qui permet de recevoir des compétitions de luge et de bobsleigh sur la même piste (il n'existait alors que la piste de Lake Placid sur le continent qui possédait deux pistes distinctes). Durant les Jeux olympiques de 1988, l'équipe jamaïcaine de bobsleigh se retourne dans la troisième manche de bob à 4. L'histoire de cette équipe inspire plus tard le film Rasta Rockett, tourné en 1993. Le skeleton fait son apparition sur cette piste lors des championnats du monde de 1992.

## Données économiques et techniques
Le coût total de sa construction s'élève à 27 millions de dollars canadiens. Les cabines de départ sont différentes selon les disciplines.

## Statistiques
| Sport                  | Distance de la piste | Nombre de virages |
| ---------------------- | -------------------- | ----------------- |
| Bobsleigh & skeleton   | 1475                 | 14                |
| Luge - Hommes & Femmes | 1251                 | 14                |
| Luge - double-hommes   | 1081                 | 10                |

Entre l'aire de départ et l'aire d'arrivée, la différence d'altitude est de 121 mètres pour le bob et skeleton.
| Numéros des virages  | Nom du virage | Raisons                                     |
| -------------------- | ------------- | ------------------------------------------- |
| 6., 7. et 8.         | Omega         |                                             |
| 9.                   | Kriesel       | virage à 270°                               |
| 10., 11., 12. et 13. | Labyrinth     | Quatre virages successifs sans ligne droite |
| 14.                  | Virage final  |                                             |

Il s'agit du nom des virages de bobsleigh, les lugeurs et skeletoneurs intègrent cette piste à partir du virage 5.

## Grands évènements accueillis
Les différentes grandes compétitions qu'a accueilli Calgary furent :
- les Jeux olympiques d'hiver de 1988 ;
- les championnats du monde de la FIBT : 1992 (skeleton), 1996, 2001 (skeleton et bobsleigh féminin) et 2005 ;
- les championnats du monde de luge : 1990, 1993 et 2001.